# Aeruginospora furfuracea
Aeruginospora furfuracea är en svampart som beskrevs av E. Horak 1973. Aeruginospora furfuracea ingår i släktet Aeruginospora och familjen Tricholomataceae.   Inga underarter finns listade i Catalogue of Life.